# Тарасова, Ксения Ивановна
Ксения Ивановна Тара́сова (1904—1995) — советская актриса театра и кино. заслуженная артистка РСФСР (1947).

## Биография
Родилась 15 (28 января) 1904 года в Рыльском уезде Курской губернии (по другим данным — в Курске).
Окончила в Рыльске трудовую школу (бывшую Шелеховскую гимназию).
В 1919—1920 годах — артистка полупрофессиональной труппы в Рыльске (начинала на сцене городского Летнего театра), в 1920 году — секретарь Рыльского военкомата, в 1920—1921 годах училась в драматической студии при Политическом Управлении Курской губернии, в эти же годы — артистка Курского городского драматического театра имени М. С. Щепкина.
В 1922—1924 годах Тарасова училась в Московском государственном театральном техникуме имени А. В. Луначарского, а в 1924—1926 годах — в Московской экспериментальной театральной мастерской под руководством Р. Н. Симонова.
В 1926—1937 годах К. И. Тарасова служила в Театре-студии Рубена Симонова, в 1937—1964 годах — артистка ГАМТ.
С 1964 года находилась на пенсии. Работала на радио и в эстраде.
Умерла 26 марта 1995 года в Москве. Похоронена на Ваганьковском кладбище.

## Семья
Дочь — актриса Светлана Тарасова (Щербак) (1936—1981)

## Награды
- орден «Знак Почёта» (26 октября 1949)
- Медаль «За доблестный труд в Великой Отечественной войне 1941—1945 гг.» (1946)[2]
- заслуженная артистка РСФСР (5 ноября 1947)

## Творчество

Ксения Тарасова в роли Негиной
(«Таланты и поклонники» А. Н. Островского)

### Фильмография
- 1934 — Петербургская ночь — Настенька (мечтательница Настасья Ивановна)
- 1936 — Поколение победителей — София Морозова, курсистка Бестужевских курсов
- 1940 — Голос Тараса — пани Крыжановская, учительница
- 1940 — Яков Свердлов — Анисья, жена Сухова
- 1941 — Валерий Чкалов — Ольга, жена Валерия Чкалова
- 1943 — Дни и ночи — женщина с детьми в развалинах дома
- 1944 — Зоя — мать Зои
- 1953 — Варвары — Анна Федоровна, жена Черкуна, 23 лет
- 1954 — Шведская спичка — Марина Ивановна, сестра Кляузова
- 1956 — Крылья — Мария Николаевна, жена Роевого
- 1972 — Развод по-нарымски (фильм-спектакль) — Мурзина, мать Веры
- 1973—1983 — Вечный зов — старуха в землянке